# Franz Gruber (Politiker, 1935)
Franz Gruber (* 20. Mai 1935 in Höll; † 13. März 2021 in Chammünster) war ein deutscher Politiker (CSU).
Gruber besuchte die Volksschule in Höll und war danach Arbeitnehmer in der Tuchfabrik Wessely & Spaett in Waldmünchen. Es folgte eine dreijährige Lehrzeit im Ruhrbergbau in der Gute-Hoffnungs-Hütte Oberhausen-Sterkrade mit Knappenprüfung und Knappenzeit und eine landwirtschaftliche Lehrzeit auf dem Lehrbetrieb des Karl Bernhard in Benningen-Einöde bei Memmingen. Zwei Winterhalbjahre lang besuchte Gruber die Unter- und Oberstufe der Landwirtschaftlichen Fachschule in Cham, ferner machte er eine landwirtschaftliche Gehilfenprüfung und ein Praktikum in Unterfranken. Danach war er Sachbearbeiter beziehungsweise Geschäftsführer des Bayerischen Bauernverbands in der Geschäftsstelle Cham.
1966 wurde Gruber Mitglied des Kreistags im Landkreis Cham. Zwei Jahre später wurde er Mitglied der CSU-Bezirksvorstandschaft. Danach war er Bezirksvorsitzender, stellvertretender Bezirksvorsitzender der Arbeitsgemeinschaft Landwirtschaft in der CSU Oberpfalz, Kreisvorsitzender der Katholischen Arbeitnehmerbewegung im Landkreis Cham, CSU-Kreisvorsitzender und Diözesanvorsitzender der Christlichen Arbeiterhilfe in der Diözese Regensburg. Von 1970 bis 1994 saß er im Bayerischen Landtag. Lange wurde er im Wahlkreis Oberpfalz gewählt, zuletzt gewann er das Direktmandat im Stimmkreis Cham.